# Rue Notre-Dame (Toulouse)
Pour les articles homonymes, voir Rue Notre-Dame.
La rue Notre-Dame (en occitan : carrièra de Nòstra Dòna) est une voie de Toulouse, chef-lieu de la région Occitanie, dans le Midi de la France.

## Situation et accès

### Description
La rue Notre-Dame est une voie publique. Elle sépare le quartier Saint-Michel à l'ouest et celui du Busca à l'est.
Elle naît perpendiculairement à la grande-rue Saint-Michel, presque dans le prolongement de la rue Ludwig-van-Beethoven. Longue de 262 mètres, orientée à l'est, puis au nord-est, elle rencontre successivement la rue Jean-Pierre-Blanchard à droite, puis la rue François-Magendie à gauche. Elle se termine au carrefour de la rue des Trente-Six-Ponts. Elle est prolongée au nord-est par la rue Saint-Joseph, qui aboutit au vaste carrefour qui se forme au croisement de la rue Alfred-Duméril, de l'allée Serge-Ravanel, de l'allée des Demoiselles et de l'avenue François-Frizac.
La chaussée compte une seule voie de circulation automobile en sens unique, de la rue des Trente-Six-Ponts vers la grande-rue Saint-Michel. Elle appartient à une zone 30 et la vitesse y est limitée à 30 km/h. Il n'existe pas de piste, ni de bande cyclable, quoiqu'elle soit à double-sens cyclable.

### Voies rencontrées
La rue Notre-Dame rencontre les voies suivantes, dans l'ordre des numéros croissants (« g » indique que la rue se situe à gauche, « d » à droite) :
1. Grande-rue Saint-Michel
2. Rue Jean-Pierre-Blanchard (d)
3. Rue François-Magendie (g)
4. Rue des Trente-Six-Ponts

## Odonymie
La rue est au XVIe siècle connue comme la ruelle ou le « coin » (canton en occitan) d'Auterive. C'est à partir du siècle suivant qu'elle prend le nom de Notre-Dame, qu'elle a conservé depuis : il lui vient d'une statue de la Vierge Marie qui se trouvait dans une niche à l'angle d'une maison de la grande-rue Saint-Michel. En 1794, pendant la Révolution française, on attribua à la rue le nom de Divertissante, mais il ne fut pas conservé.

## Patrimoine et lieux d'intérêt
- no  12 : résidence universitaire Notre-Dame[4].
- no  21 : maison les Tamaris (premier quart du XXe siècle)[5].
- no  26 : maison toulousaine (premier quart du XXe siècle)[6].